# Dravidogecko smithi
Dravidogecko smithi — вид геконоподібних ящірок родини геконових (Gekkonidae). Ендемік Індії. Вид названий на честь британського герпетолога Малкольма Артура Сміта. Описаний у 2019 році.

## Поширення і екологія
Dravidogecko smithi мешкають в горах Понмуді в окрузі Тіруванантапурам в штаті Керала на півдні Індії. Вони живуть у вічнозелених вологих тропічних лісах, на висоті 900 м над рівнем моря.